# الزوكي (المخادر)

تعديل مصدري - تعديل

الزوكي محلة تابعة لقرية الناصرة، التابعة لعزلة السحول بمديرية المخادر إحدى مديريات محافظة إب في الجمهورية اليمنية، بلغ تعداد سكانها 168 حسب تعداد اليمن لعام 2004.